# جینسنگ چینی

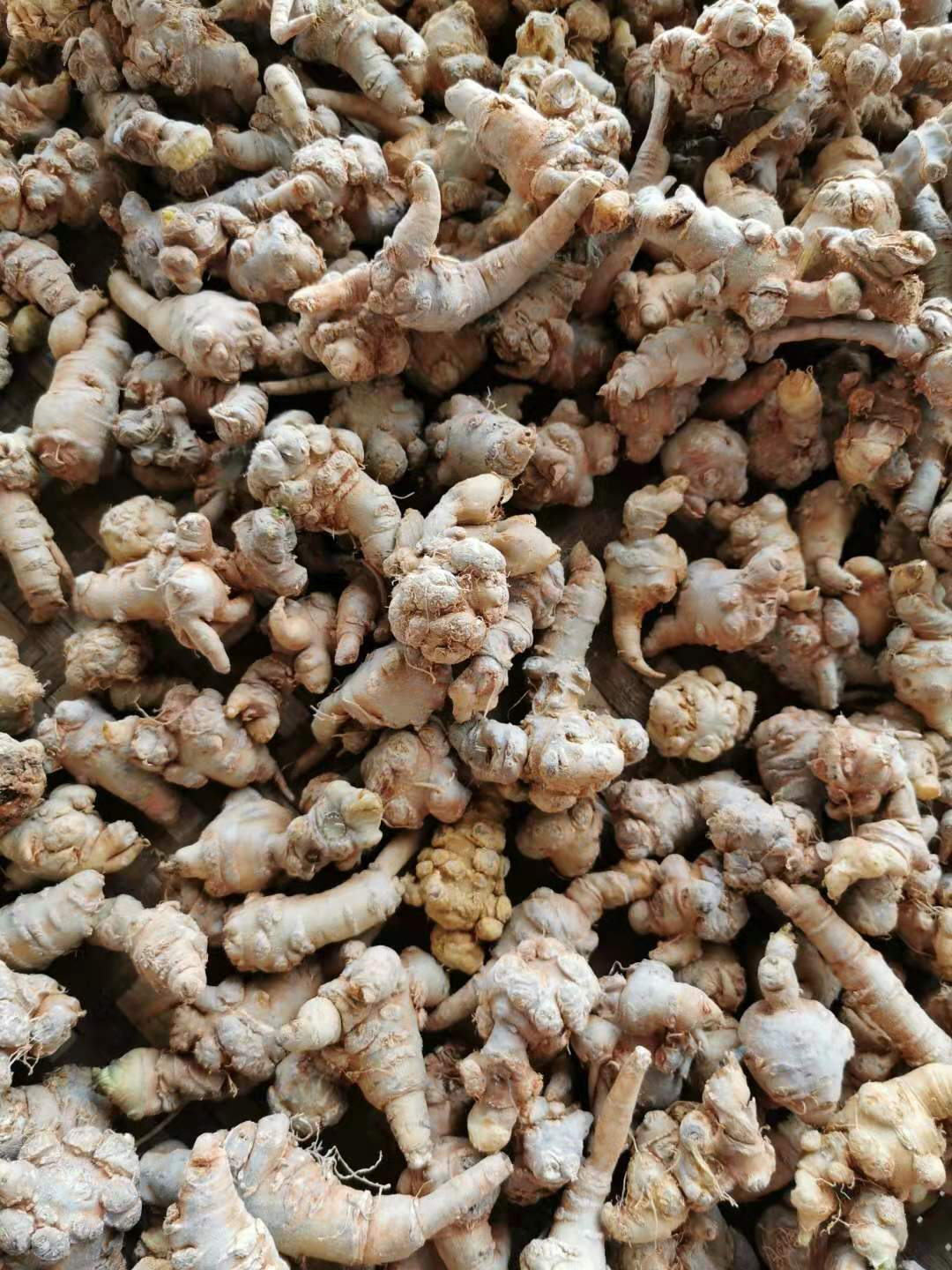
ریشه‌ها

جینسنگ چینی (انگلیسی: Panax notoginseng) یا آدم‌گیاه سه‌هفت‌ریشه گونه‌ای از جینسنگ (آدم‌گیاه) است که به‌طور طبیعی در چین رشد می‌کند. این گیاه چند ساله با برگ‌های سبز تیره است که از ساقه‌ای منشعب می‌شود و در وسط آن دسته‌ای قرمز از انواع انگورک‌ها قرار دارد. 
جینسنگ چینی هم کشت می‌شود و هم از جنگل‌های وحشی جمع‌آوری می‌شود و گیاهان وحشی با ارزش‌ترین آنها هستند. چینی‌ها از آن به عنوان ریشه سه و هفت یاد می‌کنند زیرا این گیاه دارای سه دمبرگ با هفت برگچه است. همچنین گفته می‌شود که ریشه این گیاه باید بین سه تا هفت سال پس از کاشت برداشت شود.